# Holger Kelch

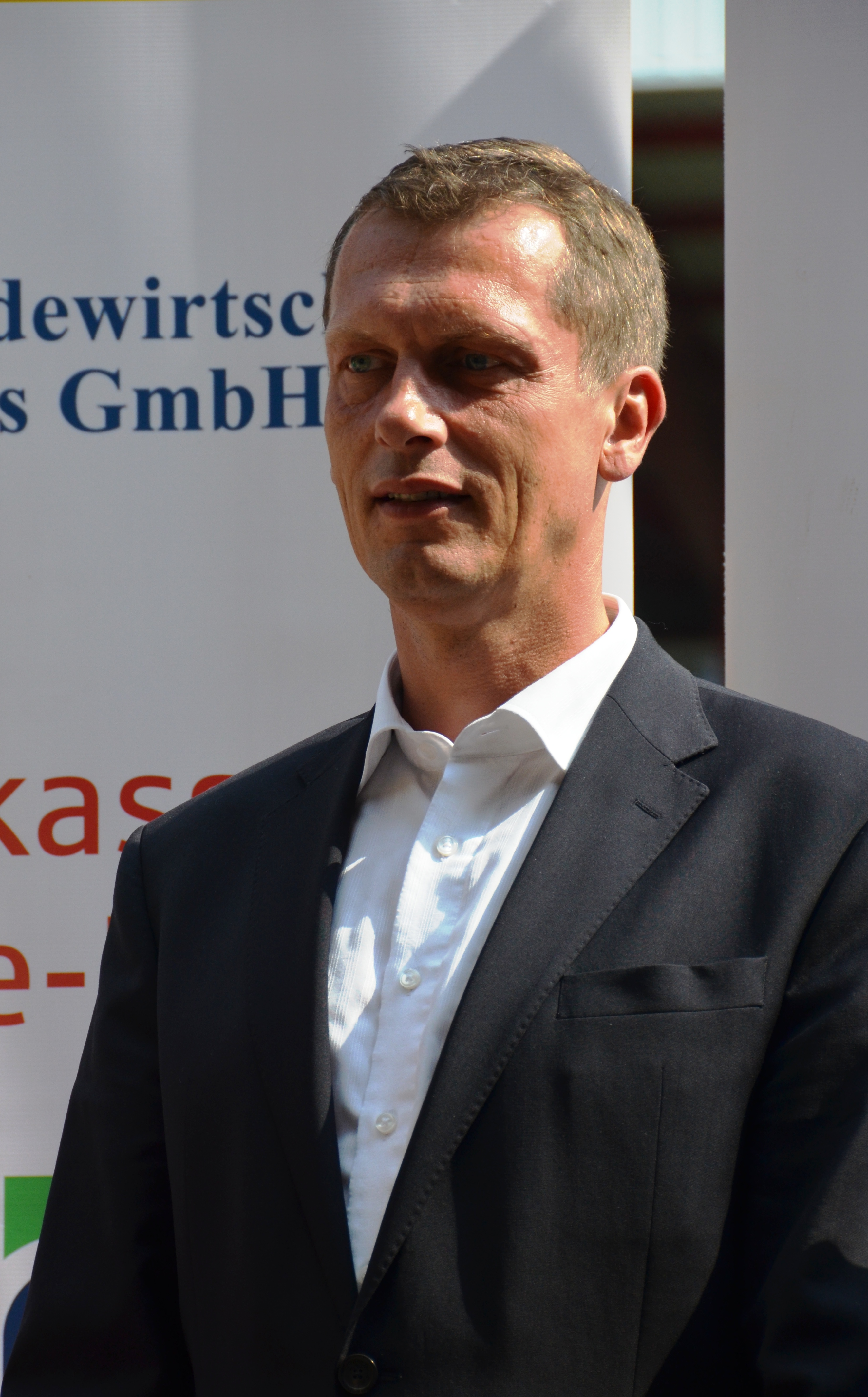
Holger Kelch (2014)

Holger Kelch (* 2. Juli 1967 in Altdöbern, Kreis Calau) ist ein deutscher Politiker (CDU). Er war vom 30. November 2014 bis zum 30. November 2022 Oberbürgermeister von Cottbus.

## Beruf
Nach einer Lehre zum Elektromonteur arbeitete Holger Kelch von 1988 bis 1990 als Signaltechniker im Tagebau Greifenhain. Ab 1990 war er im Landratsamt Calau zunächst als Sachbearbeiter, dann ab 1992 als Leiter der Kfz.-Zulassungsstelle tätig. Von 1994 bis 2002 war er Amtsleiter des Ordnungsamtes im Landkreis Oberspreewald-Lausitz. In dieser Zeit absolvierte er neben einer berufsbegleitenden Verwaltungsausbildung mit Zusatzqualifikation zum höheren Verwaltungsdienst ein berufsbegleitendes BWL-Studium an der Verwaltungs- und Wirtschaftsakademie Cottbus zum Betriebswirt.
Vom 1. Dezember 2022 bis Ende 2024 war Holger Kelch als „Bereichsleiter Lausitzer Revier“ bei der Sächsischen Agentur für Strukturentwicklung beschäftigt. Seit April 2025 ist er Referent der Oberbürgermeisterin der Stadt Weißwasser.

## Politik
Kelch ist seit 1990 Mitglied der CDU. Von 1998 bis 2000 war er Mitglied im Kreisvorstand, von 2000 bis 2002 Kreisvorsitzender der CDU im Landkreis Oberspreewald-Lausitz und von 2005 bis 2007 stellvertretender Vorsitzender der CDU Cottbus.
Von 2002 bis 2007 war er Beigeordneter der Stadt Cottbus, vom 7. Juli bis zum 28. November 2006 geschäftsführender Oberbürgermeister, nachdem die vorherige Amtsinhaberin Karin Rätzel (parteilos) am 2. Juli 2006 durch Volksentscheid abgewählt worden war. Kelch trat bei der Neuwahl des Oberbürgermeisters im Oktober 2006 an, konnte sich jedoch nicht gegen Frank Szymanski (SPD) durchsetzen. 2007 wurde er von der Stadtverordnetenversammlung als Bürgermeister von Cottbus und Leiter des Geschäftsbereiches Verwaltungs- und Finanzmanagement gewählt.
Im Jahr 2014 trat Holger Kelch erneut als Kandidat zur Oberbürgermeisterwahl an und wurde im ersten Wahlgang mit 50,7 Prozent der Stimmen gewählt. Am 30. November 2014 wurde er in sein Amt eingeführt. 
Zur Oberbürgermeisterwahl 2022 trat Kelch aus gesundheitlichen Gründen nicht wieder an. Seine Amtszeit endete am 30. November 2022, er wurde von Tobias Schick (SPD) abgelöst.

## Privates
Holger Kelch ist seit 2004 verheiratet und hat vier Kinder. 